# Bronn
Bronn er en fiktiv person i den amerikanske forfatter George R. R. Martins fantasyserie A Song of Ice and Fire og i HBOs filmatisering Game of Thrones. Flere kaptiler bliver fortalt fra hans synspunkt.
Han blev introduceret i Kampen om tronen. Han er født af lav status og ernærer sig som lejesoldat. Han er dygtig i kamp og snu, og han kommer i Tyrion Lannisters tjeneste som hans personlige bodyguard, lejemorder og håndhæver af Tyrions ordre. Han optræder efterfølgende i Martins Kongernes kamp (1998) og En storm af sværd (2000). Via sit forhold med Tyrion får Bronn hurtigt stor rigdom, magt og indflydelse i hoffet i King's Landing.
Karakteren bliver spillet af Jerome Flynn i HBO's tv-serie, hvor hans rolle bliver udvidet meget i forhold til romanerne.